# Julie Bulteau
Pour les articles homonymes, voir Bulteau.
Julie Bulteau, né le 18 octobre 1987 à Lomme, est une pilote française de motomarine (jet-ski).

## Biographie
Elle participe à sa première compétition en 2004 en jet-ski à bras. 
Puis elle enchaîne les courses en régionale jusqu'au course internationale pour devenir triple championne du monde et double championne d'Europe .
Grâce à son palmarès , elle a décroché un article dans le guiness world record pour avoir 3 titres de championne du monde consécutif . 
Elle arrêtera la compétition pour accueillir ses petits garçons

## Palmarès
- 2004 : 
  - 1re au Championnat d'Hollande

- 2005 : 
  - 2e au Championnat de Belgique

- 2006 : 
  - Vice Championne d'Europe (IJSBA)
  - 3e au Championnat du Monde Féminin (UIM)

- 2007 : 
  - Championne d'Europe (IJSBA)
  - 3e au Championnat du Monde Féminin course et slalom (UIM)

- 2008 : 
  - Championne d'Europe (UIM)
  - 3e au Championnat du Monde au USA (IJSBA)

- 2009 : 
  - Championne du Monde (UIM)

- 2010 : 
  - Championne du Monde (UIM)

- 2011 : 
  - Championne du Monde (UIM)